# Tarator
Tarator is zowel een saus als een koude soep uit de keukens van Zuidoost-Europa en het Midden-Oosten. Het woord tarator is van Slavische oorsprong.
In het middeleeuwse Ottomaanse Rijk was tarator de naam van een gerecht gemaakt van walnoten en azijn. Sindsdien hebben allerlei gerechten in de regio, zoals dips, salades en sauzen deze naam gekregen.
In de Arabische keuken wordt taratorsaus van walnoten gemaakt en gegeten bij vis en kip. In de Levant is het een saus gebaseerd op tahin. In Israël wordt een taratorsaus op basis van tahin vaak geserveerd bij falafel.
In Turkije en de Balkan is het een combinatie van yoghurt en komkommer, soms met walnoten. In Turkije wordt tarator ook balkan cacığı genoemd en wordt hij gemaakt met verse bosui en munt. Andere cacık-versies bevatten radijs of chilipeper en peterselie of dille. In sommige recepten wordt basilicum of azijn toegevoegd, soms samen met gemalen walnoten of hazelnoten.
In de Balkan wordt tarator ook vaak bereid als een koude soep van yoghurt, komkommer, knoflook, walnoot, dille, olie en water. Een dikkere versie op basis van hangop staat bekend als "droge tarator" en wordt geserveerd als voorafje of bijgerecht.
In Cyprus is het gerecht bekend als "ταλαττούρι" (talattouri), een saus vergelijkbaar met de Griekse tzatziki. Hij wordt gemaakt van dikke yoghurt, komkommer en knoflook, en bestrooid met munt, oregano of olijfolie.